# Sierra Blanca, Texas
Sierra Blanca är administrativ huvudort i Hudspeth County i Texas. Orten har fått sitt namn efter ett berg i närheten. Enligt 2010 års folkräkning hade Sierra Blanca 553 invånare.